# Mohamed Deriche
Mohamed Deriche (en arabe : محمد دريش, langues berbères : ⵎⵓⵃⵎⵎⴰⴷ ⴷⴻⵔⵉⵛⴻ), né en 1865 à Souk El-Had, province de Boumerdès, Kabylie, Algérie et mort en 1948 à Boudouaou, Algérie) est un politicien algérien après la conquête française de l'Algérie. 

## Biographie
Mohamed Deriche est né dans le douar kabyle de Aith Hamadouche en 1865. 
Son père est Ali Deriche, un fermier de Beni Amrane, et son grand-père est Mohamed Deriche, ancien zouave. 
Mohamed Deriche est originaire de la Khachna, qui fait partie de la Basse Kabylie.
Le nom de famille Deriche a été attribué à la famille lors de la mise en place de l'État civil indigène d'Algérie à l'époque du gouverneur Louis Tirman. Ce nom Deriche est soit une modification du nom arabe dervish, soit vient du français De Riche.

## Caïdat
Mohamed Deriche a été nommé caïd de la Khachna qui faisait partie du district de Ménerville de 1919 jusqu'à sa retraite en 1946. 
Mohamed Deriche était membre du conseil municipal de Ménerville et était assisté d'un conseil autochtone de conseillers municipaux dont les membres étaient Rabah Maref, Dahmane Deriche, Rabah Timizar, Hocine Fazez, Mohamed Amraoui, Lounès Deriche et Ahmed Deriche. Il a assisté aux réunions administratives, électorales et festives qui ont eu lieu au niveau de la mairie de Ménerville en 1931 et 1932[pertinence contestée].
Mohamed Deriche a collaboré avec les maires César Boniface et Jérôme Zévaco[évasif][source insuffisante].

## Activités
Mohamed Deriche et Sheikh Mohamed Seghir Boushaki, sous la tutelle du greffier de la paix de la cour de Ménerville, ont été aidés par des agents français et ont pu élucider de nombreux harcèlements et délits[évasif][source insuffisante].

## Propriétés
Mohamed Deriche possède l'une de ces propriétés située à Beni Amrane spécialisée dans l'élevage bovin où le croisement des taureaux et des génisses visait l'amélioration des races. Cette ferme a reçu à plusieurs reprises la Médaille d'honneur du travail. La médaille de vermeil a été décernée en 1913 au père de Mohamed Deriche qui comptait plus de 30 ans de services agricoles depuis 1880.

## Mouvement nationaliste
En raison de sa position politique, Mohamed Deriche avait une relation privilégiée[non neutre] avec l'Association des oulémas musulmans algériens depuis sa création en 1931[source secondaire nécessaire].
Il a reçu Mohamed Bachir El Ibrahimi à son domicile de Ménerville et l'a accompagné à la zaouïa de Aith Hamadouche sur les hauteurs de Souk El-Had[pertinence contestée][Interprétation personnelle ?].